# Општина Шелимбар (Сибињ)
Шелимбар (рум. Şelimbăr) општина је у Румунији у округу Сибињ.
Oпштина се налази на надморској висини од 386 m.